# Козліченна топологія
Козліченна топологія на довільній множині X складається з порожньої множини та всіх козліченних підмножин X, тобто тих множин, доповнення яких є не більш ніж зліченним. Таким чином замкненими підмножинами є X та не більш ніж зліченні підмножини X.
Кожна множина X з козліченною топологією є Ліндельофовою, оскільки кожна непорожня відкрита множина не містить не більше ніж зліченну кількість точок X. Такі множини є також задовольняють аксіому відокремлюваності T1, оскільки всі одноелементні множини замкнені.
Якщо X це незліченна множина, тоді будь-які відкриті множини перетинаються, тому простір не є Хаусдорфовим. 
Козліченна топологія на зліченній множині є дискретною топологією. Незліченна множина з козліченною топологією є гіперзв'язною і тому зв'язною, локально зв'язною та псевдокомпактною, але не є ні слабко зліченно компактною, ні метакомпактною, і тому не є компактною.